# Sára Bejlek
Sára Bejlek (sinh ngày 31 tháng 1 năm 2006) là một nữ vận động viên quần vợt người Cộng hòa Séc.
Bejlek có thứ hạng cao nhất ở nội dung đơn trên bảng xếp hạng WTA là thứ 162, đạt được vào ngày 30 tháng 1 năm 2023, và thứ 671 ở nội dung đôi, đạt được ngày 1 tháng 8 năm 2022. Cô đã giành 4 danh hiệu đơn và 1 danh hiệu đôi tại ITF.

## Đầu đời
Bejlek được sinh ra tại Hrušovany nad Jevišovkou vào ngày 31 tháng 1 năm 2006.

## Kết quả tại các giải đấu

### Grand Slam trẻ - Đơn:
- Giải quần vợt Úc Mở rộng: –
- Giải quần vợt Roland-Garros: Bán kết (2022)
- Giải Vô địch Wimbledon: Vòng 2 (2021)
- Giải quần vợt Mỹ Mở rộng: –

### Grand Slam trẻ - Đôi
- Giải quần vợt Úc Mở rộng: –
- Giải quần vợt Roland-Garros: Vô địch (2022)
- Giải Vô địch Wimbledon: Vòng 2 (2021)
- Giải quần vợt Mỹ Mở rộng: –

Bejlek vô địch nội dung đôi nữ trẻ tại Giải quần vợt Pháp Mở rộng 2022, đánh cặp với Lucie Havlíčková. Ngoài ra, cô còn lọt vào bán kết nội dung đánh đơn.

## Sự nghiệp

### 2021: Danh hiệu ITF đầu tiên và top 500
Vào tháng 7, cô đã giành chức vô địch ITF Circuit đầu tiên và lớn nhất của mình tại ITS Cup trị giá 60 nghìn đô la tại Olomouc sau khi đánh bại Paula Ormaechea trong trận chung kết. Kết quả này giúp cô cải thiện từ vị trí thứ 557 lên vị trí thứ 447 chỉ trong một tháng, sau khi cô ra mắt bảng xếp hạng WTA.

### 2022: Grand Slam và ra mắt ở top 200

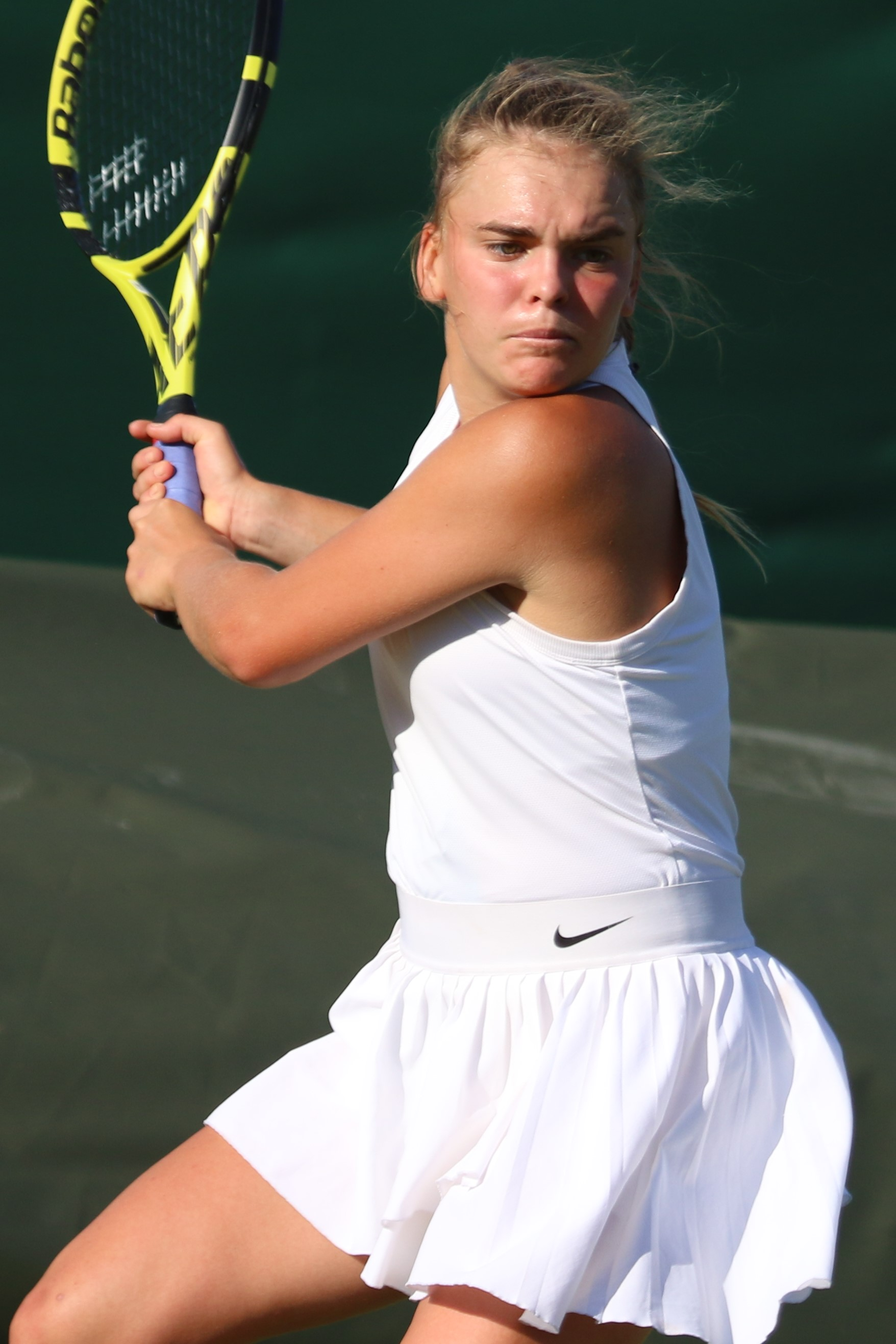
Bejlek tại Giải quần vợt Wimbledon 2022.

Tháng 6, cô vô địch giải đấu Macha Lake Open trị giá 60 nghìn đô la tại Česká Lípa, sau khi đánh bại người đồng hương Jesika Malečková trong trận chung kết. Tuần tiếp theo, Bejlek ra mắt WTA Tour tại Wimbledon, nhưng thất bại trước Emina Bektas ở vòng 1. 1 tháng sau, cô đã bảo vệ danh hiệu của mình tại ITS Cup, lần này đánh bại Lina Gjorcheska trong trận chung kết. Cô tiếp tục đạt được tiến bộ ở US Open với việc ra mắt nhánh chính nhờ ba trận thắng ở vòng loại. Cô là tay vợt trẻ nhất trong lễ bốc thăm chính của US Open 2022, là tay vợt trực tiếp trẻ nhất tham dự vòng loại.

### 2023: Ra mắt Giải quần vợt Úc Mở rộng
Ở tuổi 16, là tay vợt trẻ thứ 2 nằm trong top 200, cô ra mắt tại Giải quần vợt Úc Mở rộng.

## Thống kê sự nghiệp
| VĐ | CK | BK | TK | V# | RR | Q# | A |  | Z# | PO | G | F-S | SF-B | NMS | NH |

Chỉ những kết quả bốc thăm chính tại WTA Tour, các giải Grand Slam, Billie Jean King Cup và Thế vận hội Olympic mới được tính vào thành tích thắng-thua.

### Đơn
Tính đến Giải quần vợt Wimbledon 2023.
| Giải đấu                    | 2022               | 2023               | SR                     | T–B                    | % thắng                |
| --------------------------- | ------------------ | ------------------ | ---------------------- | ---------------------- | ---------------------- |
| Grand Slam                  |                    |                    |                        |                        |                        |
| Giải quần vợt Úc Mở rộng    | A                  | Vòng 1             | 0 / 1                  | 0–1                    | 0%                     |
| Giải quần vợt Roland-Garros | A                  | Vòng 1             | 0 / 1                  | 0–1                    | 0%                     |
| Giải Vô địch Wimbledon      | Vòng loại thứ nhất | Vòng loại thứ nhất | 0 / 0                  | 0–0                    | –                      |
| Giải quần vợt Mỹ Mở rộng    | Vòng 1             |                    | 0 / 1                  | 0–1                    | 0%                     |
| Thắng–bại                   | 0–1                | 0–2                | 0 / 3                  | 0–3                    | 0%                     |
| WTA 1000                    |                    |                    |                        |                        |                        |
| Dubai / Qatar Open          | A                  | A                  | 0 / 0                  | 0–0                    | –                      |
| Indian Wells Open           | A                  | A                  | 0 / 0                  | 0–0                    | –                      |
| Miami Open                  | A                  | A                  | 0 / 0                  | 0–0                    | –                      |
| Madrid Open                 | A                  | A                  | 0 / 0                  | 0–0                    | –                      |
| Italian Open                | A                  | Vòng loại thứ 2    | 0 / 0                  | 0–0                    | –                      |
| Canadian Open               | A                  |                    | 0 / 0                  | 0–0                    | –                      |
| Cincinnati Open             | A                  |                    | 0 / 0                  | 0–0                    | –                      |
| Vũ Hán Mở rộng              | NH                 |                    | 0 / 0                  | 0–0                    | –                      |
| Trung Quốc Mở rộng          | NH                 |                    | 0 / 0                  | 0–0                    | –                      |
| Thống kê sự nghiệp          |                    |                    |                        |                        |                        |
| Giải đấu                    | 2022               | 2023               | SR                     | T–B                    | % thắng                |
| Giải đấu                    | 1                  | 2                  | Tổng cộng sự nghiệp: 3 | Tổng cộng sự nghiệp: 3 | Tổng cộng sự nghiệp: 3 |
| Danh hiệu                   | 0                  | 0                  | Tổng cộng sự nghiệp: 0 | Tổng cộng sự nghiệp: 0 | Tổng cộng sự nghiệp: 0 |
| Chung kết                   | 0                  | 0                  | Tổng cộng sự nghiệp: 0 | Tổng cộng sự nghiệp: 0 | Tổng cộng sự nghiệp: 0 |
| T-B mặt sân cứng            | 0–1                | 0–1                | 0 / 2                  | 0–2                    | 0%                     |
| T-B mặt sân đất nện         | 0–0                | 0–1                | 0 / 1                  | 0–1                    | 0%                     |
| T-B mặt sân cỏ              | 0–0                | 0–0                | 0 / 0                  | 0–0                    | –                      |
| T-B                         | 0–1                | 0–2                | 0 / 3                  | 0–3                    | 0%                     |
| Xếp hạng cuối năm           | 189                |                    | $231,897               | $231,897               | $231,897               |

## Chung kết ITF Circuit

### Đơn: 6 (4 danh hiệu, 2 á quân)
| Chú thích                 |
| ------------------------- |
| $100,000 tournaments      |
| $80,000 tournaments       |
| $60,000 tournaments (3–0) |
| $40,000 tournaments (0–2) |
| $25,000 tournaments (1–0) |
| $15,000 tournaments       |

| Chung kết theo mặt sân |
| ---------------------- |
| Cứng (0–0)             |
| Đất nện (4–2)          |
| Cỏ (0–0)               |
| Thảm (0–0)             |

| Kết quả | T–B | Thời gian        | Giải đấu                      | Cấp độ | Người đánh cặp | Đối thủ            | Tỷ số         |
| ------- | --- | ---------------- | ----------------------------- | ------ | -------------- | ------------------ | ------------- |
| Vô địch | 1–0 | Tháng 7 năm 2021 | ITS Cup, Cộng hòa Séc         | 60,000 | Đất nện        | Paula Ormaechea    | 6–0, 6–0      |
| Vô địch | 2–0 | Tháng 5 năm 2022 | ITF Pula, Ý                   | 25,000 | Đất nện        | Weronika Falkowska | 7–6(7–4), 6–1 |
| Vô địch | 3–0 | Tháng 6 năm 2022 | Macha Lake Open, Cộng hòa Séc | 60,000 | Đất nện        | Jesika Malečková   | 6–4, 6–4      |
| Vô địch | 4–0 | Tháng 7 năm 2022 | ITS Cup, Cộng hòa Séc (2)     | 60,000 | Đất nện        | Lina Gjorcheska    | 6–2, 7–6(7–0) |
| Á quân  | 4–1 | Tháng 4 năm 2023 | ITF Split, Croatia            | 40,000 | Đất nện        | Tara Würth         | 2–6, 6–3, 4–6 |
| Á quân  | 4–2 | Tháng 7 năm 2023 | ITF The Hague, Hà Lan         | 40,000 | Đất nện        | Arantxa Rus        | 6–7(3–7), 4–6 |

### Đôi: 1 (1 danh hiệu)
| Chú thích                 |
| ------------------------- |
| $100,000 tournaments      |
| $80,000 tournaments       |
| $60,000 tournaments       |
| $40,000 tournaments       |
| $25,000 tournaments       |
| $15,000 tournaments (1–0) |

| Chung kết theo mặt sân |
| ---------------------- |
| Cứng (0–0)             |
| Đất nện (1–0)          |
| Cỏ (0–0)               |
| Thảm (0–0)             |

| Kết quả | T–B | Thời gian        | Giải đấu                | Cấp độ | Mặt sân | Người đánh cặp | Đối thủ                          | Tỷ số            |
| ------- | --- | ---------------- | ----------------------- | ------ | ------- | -------------- | -------------------------------- | ---------------- |
| Vô địch | 1–0 | Tháng 6 năm 2021 | ITF Antalya, Thổ Nhĩ Kỳ | 15,000 | Đất nện | Doğa Türkmen   | Federica Bilardo Liubov Kostenko | 4–6, 6–1, [10–7] |

## Chung kết trẻ

### Grand Slam

#### Đôi nữ trẻ: 1 (danh hiệu)
| Kết quả | Năm  | Giải đấu                    | Mặt sân | Người đánh cặp   | Đối thủ                       | Tỷ số    |
| ------- | ---- | --------------------------- | ------- | ---------------- | ----------------------------- | -------- |
| Win     | 2022 | Giải quần vợt Roland-Garros | Đất nện | Lucie Havlíčková | Nikola Bartůňková Céline Naef | 6–3, 6–3 |

### Chung kết ITF Junior Circuit

#### Đơn: 6 (2 danh hiệu, 4 á quân)
| Chú thích          |
| ------------------ |
| Grade A (0–0)      |
| Grade 1 / B1 (0–0) |
| Grade 2 (0–2)      |
| Grade 3 (1–0)      |
| Grade 4 (0–1)      |
| Grade 5 (1–1)      |

| Kết quả | T–B | Thời gian         | Giải đấu                   | Cấp độ  | Mặt sân | Đối thủ               | Tỷ số         |
| ------- | --- | ----------------- | -------------------------- | ------- | ------- | --------------------- | ------------- |
| Á quân  | 0–1 | Tháng 11 năm 2019 | ITF Nastola, Phần Lan      | Grade 5 | Cứng    | Veronika Solovyeva    | 6–7(6–8), 4–6 |
| Á quân  | 0–2 | Tháng 9 năm 2020  | ITF Rakovnik, Cộng hòa Séc | Grade 2 | Đất nện | Julie Struplova       | 6–7(2–7), 2–6 |
| Vô địch | 1–2 | Tháng 10 năm 2020 | ITF Constanța, România     | Grade 3 | Đất nện | Vanessa Popa Teiusanu | 6–1, 6–1      |
| Á quân  | 1–3 | Tháng 1 năm 2021  | ITF Cairo, Ai Cập          | Grade 4 | Đất nện | Emma Valletta         | 6–7(5–7), 2–6 |
| Vô địch | 2–3 | Tháng 2 năm 2021  | ITF Giza, Ai Cập           | Grade 5 | Đất nện | Jermine Sherif        | 7–5, 7–5      |
| Á quân  | 2–4 | Tháng 5 năm 2021  | ITF Oradea, România        | Grade 2 | Đất nện | Lucie Havlíčková      | 3–6, 3–6      |

#### Đôi: 10 (8 danh hiệu, 2 á quân)
| Chú thích          |
| ------------------ |
| Grade A            |
| Grade 1 / B1 (1–0) |
| Grade 2 (3–0)      |
| Grade 3 (1–0)      |
| Grade 4 (2–1)      |
| Grade 5 (1–1)      |

| Kết quả | T–B | Thời gian         | Giải đấu                 | Cấp độ  | Mặt sân | Người đánh cặp    | Đối thủ                                     | Tỷ số                      |
| ------- | --- | ----------------- | ------------------------ | ------- | ------- | ----------------- | ------------------------------------------- | -------------------------- |
| Vô địch | 1–0 | Tháng 9 năm 2019  | ITF Praha, Cộng hòa Séc  | Grade 2 | Đất nện | Lucie Havlíčková  | Julia Avdeeva Alina Shcherbinina            | 6–2, 6–2                   |
| Vô địch | 2–0 | Tháng 10 năm 2019 | ITF Dornbirn, Áo         | Grade 5 | Carpet  | Petra Marčinko    | Angelina Flachs Carolina Kuhl               | 7–6(7–3), 6–7(1–7), [10–6] |
| Á quân  | 2–1 | Tháng 9 năm 2020  | ITF Praha, Cộng hòa Séc  | Grade 4 | Đất nện | Lucie Havlíčková  | Nelly Knezkova Dominika Šalková             | 6–0, 1–6, [10–12]          |
| Vô địch | 3–1 | Tháng 1 năm 2021  | ITF Antalya, Thổ Nhĩ Kỳ  | Grade 3 | Đất nện | Melis Ayda Uyar   | Defne Cirpanli Duru Soke                    | 6–1, 2–6, [10–4]           |
| Vô địch | 4–1 | Tháng 1 năm 2021  | ITF Cairo, Ai Cập        | Grade 4 | Đất nện | Maria Charl       | Serafima Shastova Anastasiya Zholdakova     | 6–4, 6–2                   |
| Á quân  | 4–2 | Tháng 2 năm 2021  | ITF Giza, Ai Cập         | Grade 5 | Đất nện | Layla Shoukry     | Lucia Martinez Gomez Polina Skopintseva     | 2–6, 5–7                   |
| Vô địch | 5–2 | Tháng 2 năm 2021  | ITF Antalya, Thổ Nhĩ Kỳ  | Grade 4 | Đất nện | Sara Suchankova   | Karolina Kozakova Céline Naef               | 6–4, 6–0                   |
| Vô địch | 6–2 | Tháng 2 năm 2021  | ITF Šiauliai, Litva      | Grade 2 | Cứng    | Nahia Berecoechea | Lucija Ciric Bagaric Virginia Ferrara       | 6–2, 4–6, [10–7]           |
| Vô địch | 7–2 | Tháng 5 năm 2021  | ITF Říčany, Cộng hòa Séc | Grade 1 | Đất nện | Nikola Bartůňková | Alexis Blokhina Flavie Brugnone             | 6–3, 6–4                   |
| Vô địch | 8–2 | Tháng 5 năm 2021  | ITF Oradea, România      | Grade 2 | Clay    | Lucie Havlíčková  | Fatima Ingrid Amartha Keita Sara Suchankova | 6–4 6–2                    |